# Diak (Rússia)
Un diak (en rus дьяк), en plural diaki, era un rang burocràtic rus que corresponia a «cap de departament» en una oficina fins al segle xviii.

## Antecedents històrics

### Origen
Originàriament, entre els segles xiii i xiv era un servent del príncep, moltes vegades en qualitat de serf, que s'ocupava de la seva tresoreria i dels seus afers, i ja entrat el segle xiv, la paraula diak es convertí en un sinònim d'escrivent. L'enfrontament entre el poder reial i els boiars significà l'ascens dels diaki en l'administració, atès que eren emprats pel tsar per limitar el poder de la noblesa. Això es posa de manifest en la Compilació Legislativa de 1497 d'Ivan Vassílevitx, bàsica per a l'enfortiment del Gran Ducat de Moscou com a estat centralitzat.

### Auge
Al segle XVI els diaki jugaren un paper fonamental en el vertebrament de totes les administracions excepte de la militar. Els nivells inferiors amb funcions d'escrivent se separaren, i s'anomenaren podiatxi. Amb la formació dels zemstvos per part d'Ivan el Terrible, apareixen els "diaki del zemstvo", per la qual cosa els diaki arriben al seu auge màxim amb llur participació en la duma reial. Els diaki arribaren a exercir la direcció dels quatre prikaz més importants: bàsic, ambaixades, estat i Palau de Kazan. Al segle xvii, tenien l'oposició acèrrima dels boiars, si bé no era l'estament més prominent, sí que era el més poderós, de vegades fins i tot més que els boiars. A finals de segle, el Gran Ducat de Moscou comptava amb 100 diaki.

## Funcions
Un diak era el títol del cap d'una divisió estructural d'un prikaz. Per exemple, un possolski diak era un diak del Possolski Prikaz (Departament de Diplomàcia). Un dumni diak era el rang inferior a la Duma Estatal (segles XV-XVII).
Tingueren un paper fonamental en la formació de l'estat autocràtic, que uniren el poder reial, la petita noblesa local i l'administració dirigida pels diaki contra el poder dels boiars.
Deixant de banda la gran administració del Gran Ducat, els diaki es trobaven també a les administracions nobiliàries dels boiars, les urbanes i les eclesiàstiques episcopals, entre d'altres, sobretot a Nóvgorod.